# Mean Machines
Mean Machines was een Brits tijdschrift met nieuws en recensies over computerspellen.

## Geschiedenis
Mean Machines ontstond als een gedeelte in het tijdschrift Computer and Video Games (CVG) in oktober 1987. Waar CVG in die tijd nog voornamelijk spellen beschreef voor homecomputers als de Commodore 64, ZX Spectrum, Amstrad CPC en de nieuwere Atari ST en Commodore Amiga, richtte redacteur Julian Rignall zich op spelcomputers zoals Nintendo's NES en de Sega Master System.
Naarmate de populariteit van veel spelcomputers groeide, werd het gedeelte uitgebreid. Men bracht Mean Machines Issue Zero uit, een testprint die bestond uit 16 pagina's. Er werden slechts tien edities gedrukt en was bedoeld als feedback.
Doordat Sega en Nintendo begin jaren 90 dominante marktleiders waren op het gebied van spelcomputers, beschreef Mean Machines hoofdzakelijk spellen voor deze platforms. Er werd ook enige aandacht besteed aan Japanse importsystemen als de Neo Geo en PC Engine.
Mean Machines liep tot uitgave 24 in september 1992.
Mediabedrijf EMAP splitste het tijdschrift op in Mean Machines Sega en Nintendo Magazine System. Er verschenen van Mean Machines Sega 53 edities, van oktober 1992 tot maart 1997. Het blad schreef over diverse spelcomputers en spellen van Sega, waaronder de Mega Drive, Mega-CD, 32X, Master System en Game Gear. Het blad won twee 'Tijdschrift van het Jaar'-prijzen en was destijds ook in Nederland verkrijgbaar.
Doordat EMAP ook Sega Magazine publiceerde, een concurrerend blad dat werd erkend door Sega, liep de oplage van MMS terug. Mean Machines Sega ging uiteindelijk op in Sega Magazine dat in november 1995 werd hernoemd naar Sega Saturn Magazine. Nintendo Magazine System werd hernoemd naar Nintendo Official Magazine, en werd eveneens officieel erkend door Nintendo.
Het laatst gepubliceerde tijdschrift van Mean Machines was Mean Machines PlayStation.